# Davis Cup 2010 – Americká zóna
Americká zóna byla jednou ze tří regionálních zón Davisova poháru 2010, v níž hrálo dvacet tři členů Mezinárodní tenisové federace ze Severní a Jižní Ameriky. Tvořily ji čtyři výkonnostní skupiny. 

## Účastníci

### 1. skupina
Nasazené týmy
1. Brazílie (postup do Play-off Světové skupiny 2010)
2. Kolumbie (postup do Play-off Světové skupiny 2010)

Nenasazené týmy
- -  Dominikánská republika (sestup do 2. skupiny v roce 2011)
  -  Kanada
  -  Uruguay

### 2. skupina
Nasazené týmy
1. Peru
2. Mexiko (postup do 1. skupiny skupiny v roce 2011)
3. Paraguay
4. Venezuela

Nenasazené týmy
- -  Bolívie (sestup do 3. skupiny v roce 2011)
  -  Guatemala (sestup do 3. skupiny v roce 2011)
  -  Nizozemské Antily
  -  Salvador

### 3. skupina
- Aruba (sestup do 4. skupiny v roce 2011)
- Bahamy
- Bermudy (sestup do 4. skupiny v roce 2011)
- Kostarika
- Kuba
- Haiti (postup do 2. skupiny v roce 2011)
- Jamajka
- Portoriko (postup do 2. skupiny v roce 2011)

### 4. skupina
- Barbados (postup do 3. skupiny v roce 2011)
- Honduras (postup do 3. skupiny v roce 2011)
- Panama
- Trinidad a Tobago
- Americké Panenské ostrovy